# Stenoecia dos
Stenoecia dos är en fjärilsart som beskrevs av Freyer 1838. Stenoecia dos ingår i släktet Stenoecia och familjen nattflyn. Inga underarter finns listade i Catalogue of Life.